# Mandato van de Neerheide
Mandato van de Neerheide (né le 26 mai 2012) est un cheval hongre de robe alezane, inscrit au stud-book belge du BWP. Il est monté par Christian Ahlmann. C'est un fils d'Emerald van't Ruytershof. 

## Histoire
Il naît le 26 mai 2012 à l'élevage d'Eric Van Giel, en Belgique.
En janvier 2020, pendant l'étape de Leipzig de la Coupe du monde de saut d'obstacles, Mandato est contrôlé positif à un produit anti-inflammatoire interdit, la dexaméthasone ; le cavalier a été condamné à une amende et disqualifié des trois épreuves qu'il a courues à Leipzig entre le 16 et le 19 janvier, mais pas suspendu de compétition.

## Description
Mandato van de Neerheide est un cheval hongre de robe alezane, inscrit au stud-book belge du BWP.

## Palmarès
- juin 2023 : Vainqueur de la 8e étape du Global Champion Tour, au Paris Eiffel Jumping, à 1,60 m[5],[6].
- décembre 2023 : vainqueur de l'étape Coupe du Monde de Malines, à 1,60 m[7],[8], en 34,23 secondes[9].

## Origines
Mandato van de Neerheide est un fils de l'étalon Emerald van't Ruytershof et de la jument Conga van de Neerheide, par le Selle français Pommeau du Heup,,. Ses origines sont donc majoritairement françaises, et secondairement allemandes et belges,.
Il compte 40,33 % d'origines Pur-sang selon le site web Hippomundo, 38,27 % selon le site HorseTelex.
.